# 不要在街上吻我
《不要在街上吻我》是台灣歌手薛岳發行第三张國語专辑。

## 曲目
1. 不要在街上吻我, 作詞：陳克華 作曲：韓賢光
2. 最後一次說再見, 作詞：周治平 作曲：庾澄慶
3. 不必再回頭, 作詞：樓文中 作曲：樓文中
4. 早晚, 作詞：蘇來 作曲：蘇來
5. 需要你 Baby, 作詞：陳克華/韓賢光 作曲：韓賢光
6. 海拔三千, 作詞：陳克華 作曲：韓賢光
7. 成長, 作詞：王新蓮 作曲：王新蓮
8. 空虛的眼眶, 作詞：劉偉仁 作曲：劉偉仁
9. 越洋電話, 作詞：許乃勝 作曲：薛岳
10. 最後的夏季, 作詞：陳克華 作曲：韓賢光/薛岳